# Liste der Kellergassen in Horn (Niederösterreich)
Die Liste der Kellergassen in Horn führt die Kellergassen in der niederösterreichischen Gemeinde Horn an.
| Foto |                 | Kellergasse                      | Standort             | Beschreibung |
| ---- | --------------- | -------------------------------- | -------------------- | --- |
| ja   | Datei hochladen | Kellergruppe Frauenhofner Straße | KG: Horn Standort    | Die Kellergruppe liegt in Hanglage nordwestlich des Stadtparks. |
| ja   | Datei hochladen | Feldweg Richtung Westen          | KG: Mödring Standort | Die einseitige Einzelkellergasse liegt in einem Hohlweg westlich außerhalb der Ortschaft. Sie besteht aus acht Kellern, vorwiegend in Schildmauerform, und hat eine Länge von 100 Metern. Die älteste Datierung ist von 1935. |
| ja   | Datei hochladen | An der Straße Richtung Horn      | KG: Mödring Standort | Das Kellergassensystem liegt südlich außerhalb der Ortschaft, teils an der Geländekante einer ehemaligen Lössgrube. Es besteht aus 15 Kellern, davon einer mit Buschenschank, und hat eine Länge von 250 Metern.              |

| Foto:                    | Fotografie der Kellergasse (Gesamtheit). Klicken des Fotos erzeugt eine vergrößerte Ansicht. Daneben finden sich zwei Symbole: \| Weitere Bilder vorhanden \| Das Symbol bedeutet, dass weitere Fotos des Objekts verfügbar sind. Durch Klicken des Symbols werden sie angezeigt. \| \| Eigenes Foto hochladen \| Durch Klicken des Symbols können weitere Fotos des Objekts in das Medienarchiv Wikimedia Commons hochgeladen werden. \| |
| Name:                    | Bezeichnung der Kellergasse |
| Standort:                | Es ist die Katastralgemeinde (KG) angegeben. Durch Aufruf des Links Standort wird die Lage der Kellergasse in verschiedenen Kartenprojekten angezeigt. |
| Beschreibung             | Kurze Beschreibung der Kellergasse |
| Weitere Bilder vorhanden | Das Symbol bedeutet, dass weitere Fotos des Objekts verfügbar sind. Durch Klicken des Symbols werden sie angezeigt. |
| Eigenes Foto hochladen   | Durch Klicken des Symbols können weitere Fotos des Objekts in das Medienarchiv Wikimedia Commons hochgeladen werden. |